# Eublemma ecthaemata
Eublemma ecthaemata là một loài bướm đêm trong họ Erebidae.